# Pleine-Selve, Aisne
Pleine-Selve är en kommun i departementet Aisne i regionen Hauts-de-France i norra Frankrike. Kommunen ligger  i kantonen Ribemont som ligger i arrondissementet Saint-Quentin. År 2022 hade Pleine-Selve 191 invånare.

## Befolkningsutveckling
Antalet invånare i kommunen Pleine-Selve
Referens: INSEE